# Medinilla aggregata
Medinilla aggregata är en tvåhjärtbladig växtart som beskrevs av Bakk.f.. Medinilla aggregata ingår i släktet Medinilla och familjen Melastomataceae. Inga underarter finns listade i Catalogue of Life.